# Paraechinus hypomelas
Paraechinus hypomelas là một loài động vật có vú trong họ Erinaceidae, bộ Erinaceomorpha. Loài này được Brandt mô tả năm 1836.
Đây là loài bản địa Trung Đông và Trung Á.

## Hình ảnh

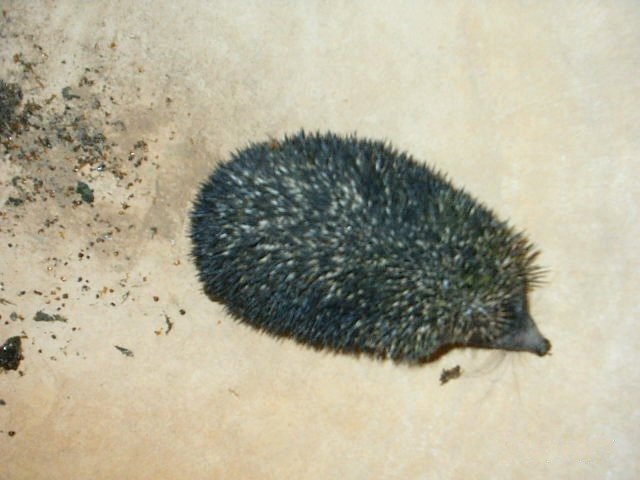
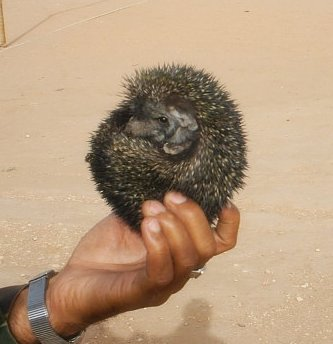